# Another River
Der Another River (englisch für „noch ein Fluss“ oder „ein weiterer Fluss“) ist ein 23 Kilometer langer rechter Nebenfluss des Igitna River im Südwesten des US-Bundesstaats Alaska.

## Flusslauf
Der Another River hat seinen Ursprung in einem kleinen 1400 m hoch gelegenen Bergsee 2,7 km nordnordwestlich vom Merrill Pass, im äußersten Südwesten der Alaskakette. Er fließt in überwiegend östlicher Richtung durch das Bergland und mündet schließlich in den Igitna River, etwa 2,5 km oberhalb dessen Mündung in den Kenibuna Lake. Der Another River entwässert ein Areal von etwa 141 km².

## Namensgebung
Der Fluss wurde 1927 von S. R. Capps und R. H. Sargent vom U.S. Geological Survey (USGS) so benannt, da in diesem Gebiet so viele neue Flüsse entdeckt wurden.